# خانه احمدیان
خانهٔ احمدیان؛ نام خانه‌ای تاریخی مربوط به دورهٔ پهلوی اول است و در شهرستان مشهد، شهر مشهد، خیابان آزادی، کوچهٔ بهاءالتولیه، (نوغان ۴)، کوچه بن‌بست، پلاک ۴۶ واقع شده و این اثر در تاریخ ۲۵ مرداد ۱۳۸۴ با شمارهٔ ثبت ۱۳۳۷۱ به‌عنوان یکی از آثار ملی ایران به ثبت رسیده‌است.